# بوكيه

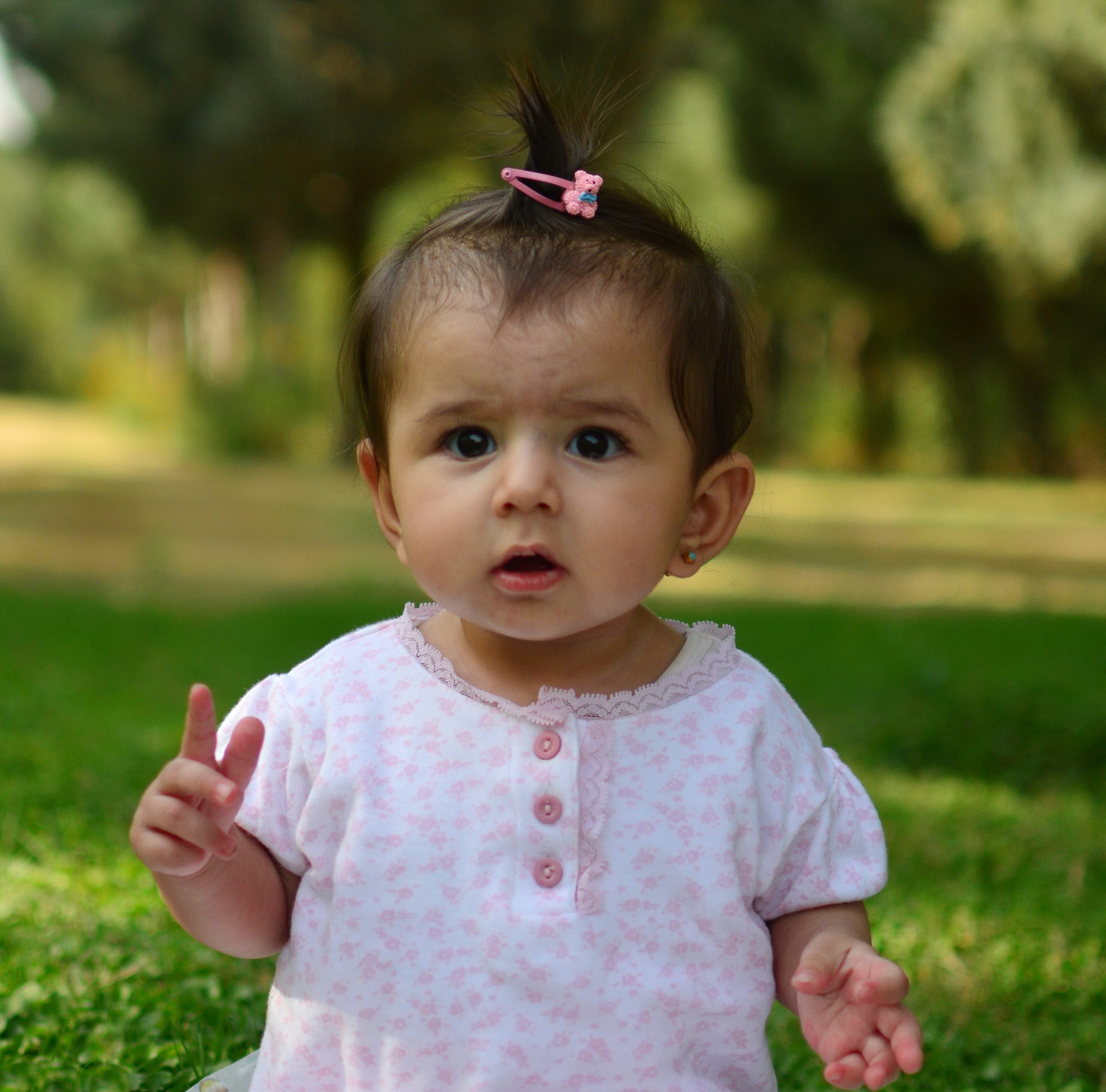
خلفية ضبابيه نتيجة لتأثير البوكية مما يساهم في ابراز الجسم المراد تصويره (الفتاة الصغيرة) في وسط الصورة

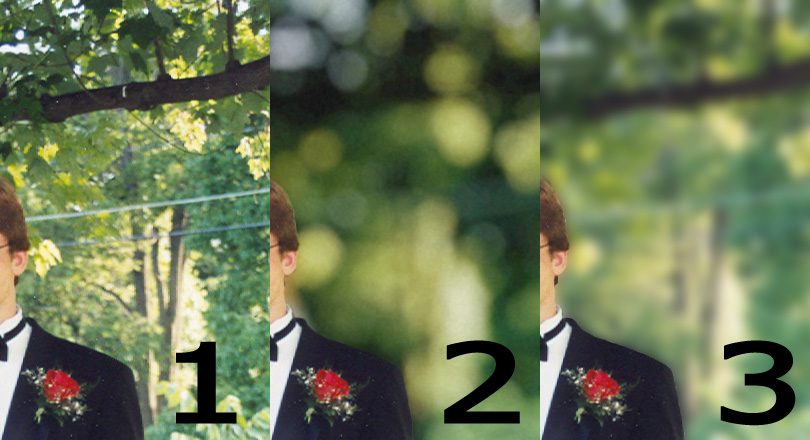
صورة تظهر تأثيرات مختلفه من البوكيه

البوكيه (بالإنكليزية: Bokeh) في التصوير الفوتوغرافي هي ميزة جمالية لجودة الضبابية (blur) في الأجزاء الخارج نقاط تركيز العدسة في الصور الملتقطة بواسطة الكاميرات الفوتوغرافية.
تم تعريف اليوكيه بأنه «الطريقة التي تعالج بيها العدسة نقاط الضوء خارج نطاق تركيز الكاميرا». أن الاختلافات بين العدسات في حيود العدسات واشكال فتحة العدسة يؤدي إلى أن بعض العدسات تضيف تأثير ضبابي بصورة مُرضية ومريحه للعين «بوكيه جيد» بينما بعض العدسات الأخرى تضيف تأثير ضبابي مشوه أو غير مٌرضي للعين «بوكيه سيئ». يكون تأثير البوكيه ظاهرا في أجزاء الصورة التي تقع خارج عمق المجال حيث يتعمد المصورون في بعض الأحيان استخدام تقنيات تركيز سطحية لإبراز المناطق خارج نطاق التركيز.
يكون تأثير البوكيه واضحا في الغالب حول المناطق المضيئة (highlights) مثل الانعكاسات البراقه أو مصادر الضوء في خلفية الصورة لهذا السبب في كثير من الأحيان فأنه يرتبط مع هذه المناطق. ومع ذلك فأن تأثير البوكيه لا يقتصر على المناطق المضيئة فالتأثير الضبابي يحدث في جميع المناطق خارج بؤرة الصورة.

## أصل الكلمة
يأتي مصطلح بوكه من الكلمة اليابانية بُوكَي (暈け أو ボケ) والتي تعني «ضباب» أو «سديم» أو من الكلمة بُوكَي-أيجي (ボケ味) والتي تعني «جودة الضباب». أما المصطلح بوكيه (Bokeh) بالحروف الأنكليزية فقد عُرف وأُشتهر في العام 1997 بعد أن نُشر في مجلة فوتو تكنيكس (Photo Techniques magazine) حيث قام مايك جونستون محرر المجلة في ذلك الوقت بنشر مقالة من ثلاث صفحات حول الموضوع في عدد أذار/نيسان 1997, حيث قام بتعديل الكلمة إملائيا لكي تتلائم مع النطق الصحيح للمتحدثين باللغة الإنجليزية.

## البوكيه وتصميم العدسات
وإن كان من الصعب تحديدها الا إن بعض العدسات تُكون مناطق خارج نطاق التركيز أكثر ارضاءاً من الأنواع الأخرى. إن تأثير بوكيه مهم خاصة بالنسبة لعدسات الماكرو والعدسات المقربة طويلة المدى، لأنها عادة ما تستخدم في الحالات التي تنتج عنها عمق مجال سطحي (قليل). البوكيه الجيد مهم أيضا للعدسات المقربة متوسطة المدى (عادة 85-150 ملم على 35 ملم). عند تصوير البورتريت عادة ما يريد المصور الحصول على عمق مجال سطحي، بحيث يبرز الجسم المراد تصويره بشكل حاد واضح مقارنة مع الخلفية الضبابية عديمة الوضوح.